# Каменный плен
Каменный плен — советский художественный фильм, снятый режиссёром Усенжаном Ибрагимовым в 1990 году на студии «Киргизфильм».

## Сюжет
Во основу фильма легли 
события (в годы ВОВ), связанные со строительством железной дороги через горное ущелье к озеру Иссык-Куль. В строительстве принимали участие немецкие военнопленные, репрессированные и местные жители. Люди разных национальностей с искалеченными судьбами...
Прокладывая железную дорогу, людям приходилось преодолевать высотные подъемы, бурные реки и селевые потоки, пробивать стоящие на пути скалы и выкорчевывать деревья, возводить тоннели и мосты, сдерживать оползни и уклонятся от камнепадов. Ценой человеческих жизней была протянута железнодорожная артерия до Иссык-Куля...

## В ролях
- Н.Дуйшеев
- И.Симонова
- Николай Олейник
- Евгений Солонинкин
- Игорь Аитов
- Ашир Чокубаев
- Джамиля Садыкбаева
- Светлана Райдугина
- Николай Марусич
- А.Султанов
- Владимир Больц
- Гульнара Алимбаева

## Над фильмом работали
- Режиссеры-постановщики и авторы сценария: Усенжан Ибрагимов, Рудольф Чмонин.
- Оператор-постановщик: Алексей Ким.
- Композитор и звукорежиссер: Осмон Абдибаитов.
- Художник-постановщик: Умутбек Жайлобаев.
- Монтажер: Л. Чадина.
- Ассистент монтажера: Г. Восковская.
- Художник по гриму: Г. Давлетбакова.
- Операторы: М. Петров, Т. Мамыралиев.
- Ассистент режиссер: Т. Усенов.
- Редактор: Асан Шершенов.
- Заместитель директора: Г. Мамбеталиева.
- Директор картины: З. Касманкулова.

## Источник
- Национальная энциклопедия «Кыргызстан» (кирг. "Кыргызстан" улуттук энциклопедиясы). Гл.редактор Асанов У.А. К97. Б.: Центр государственного языка и энциклопедии, Бишкек 2012.